# She Came In Through the Bathroom Window
She Came in Through the Bathroom Window (Lennon/McCartney) är en låt av The Beatles inspelad och utgiven 1969.

## Låten och inspelningen
Låten beskriver en episod då ett kvinnligt fan tagit sig in hemma hos McCartney och stulit ett foto av dennes far som han senare endast med stor möda fick tillbaka. Låten kom med på LP:n Abbey Road som utgavs i England och USA 26 september respektive 1 oktober 1969.